# Siegrun Fernlund
Siegrun Gertrud Johanna Fernlund, född 8 juni 1937 i Breslau, död 10 juli 2019 i Asmundtorp, var en svensk konstvetare. Hon var docent vid Lunds universitet och har skrivit böcker om bland annat kyrkobyggnader.

## Utmärkelser, ledamotskap och priser
- Ledamot av Vetenskapssocieteten i Lund (LVSL, 1985)[2]
- Lengertz litteraturpris (1981)